# Costruzione punto a punto

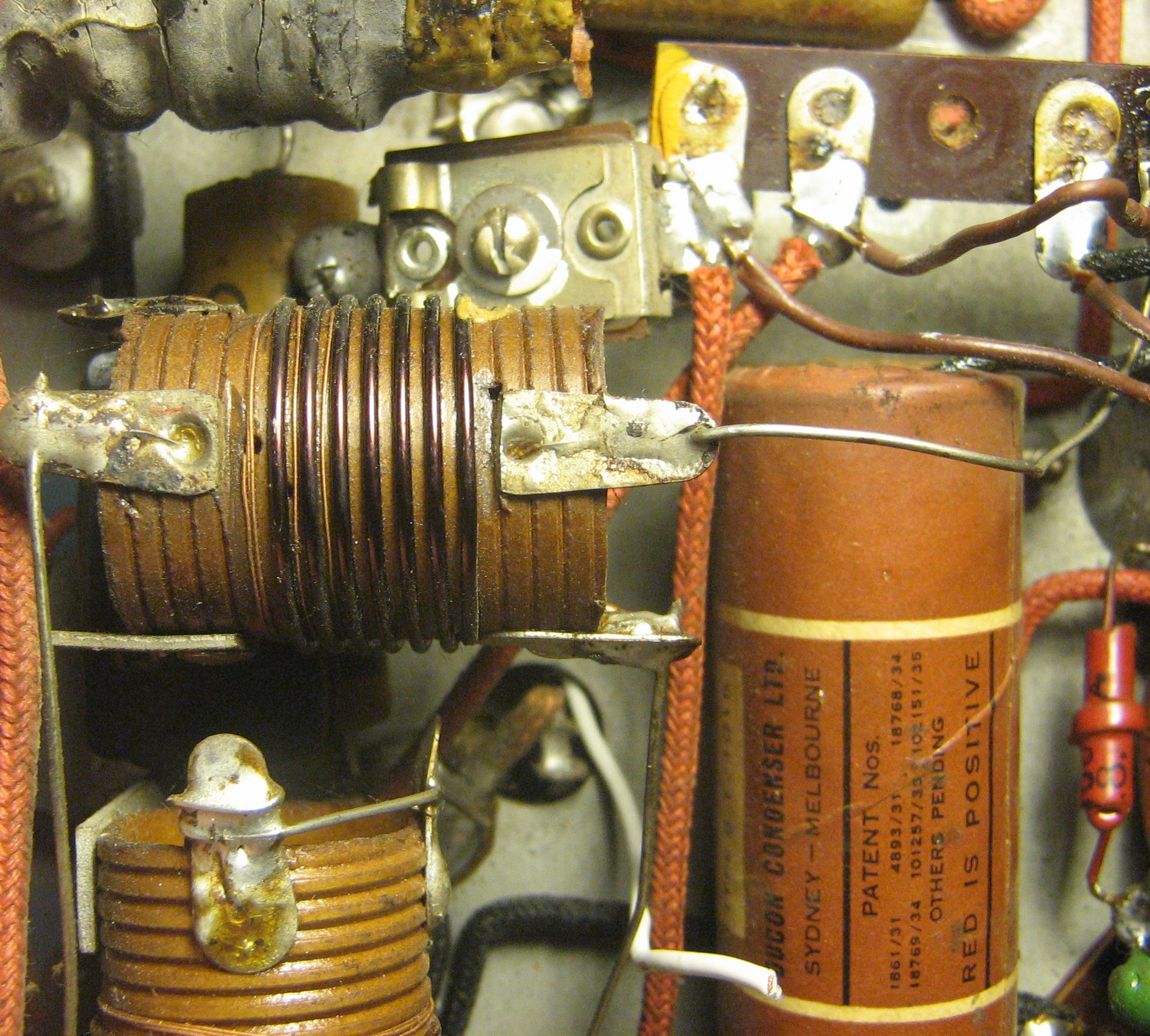
Sezione di una radio risalente agli anni trenta, costruita secondo la tecnica punto a punto.

La costruzione punto a punto (in inglese point-to-point construction) è la tecnologia di costruzione dei  circuiti elettronici prima degli anni cinquanta, quando fu soppiantata dalla tecnologia a fori passanti (through-hole). Questa tecnologia è ancora utilizzata per costruire dispositivi con pochi componenti elettronici o con componenti pesanti. 
Questo tipo di cablaggio "in aria" è stato ripreso da alcuni piccoli costruttori per la circuitazione di amplificatori e altre apparecchiature audio di fascia alta (hi-end), impieganti tubi termoionici.